# Chimera (албум)
Chimera је трећи албум шведског прогресив метал бенда . Издат је 24. јануара 2006. године.